# Allington (Lincolnshire)
Allington is een civil parish in het bestuurlijke gebied South Kesteven, in het Engelse graafschap Lincolnshire. In 2001 telde het dorp 728 inwoners.